# 酒井了明
酒井 了明（さかい のりあき）は、出羽庄内藩組頭酒井了安の子。庄内藩家老。

## 人物
1865年6月、庄内藩の家老になるも、翌年に藩政改革の陰謀に兄了繁が加担していたことに関連して、謹慎処分となり、1867年9月に家老を免職となる。
戊辰戦争で名を馳せた酒井了恒（長男）、庄内柿の生みの親として有名な酒井調良（次男）、庄内婦人会会長の白井久井（長女）、書家の黒崎研堂（三男）の父である。

## 略歴
- 1817年2月26日、庄内藩の組頭酒井了安の子として鶴岡に生れる。
- 1843年、長男の了恒が誕生する。
- 1848年、次男の調良が誕生する。
- 1849年、兄酒井了繁の跡を継いで家督を相続する。長女の久井が誕生する。
- 1851年、庄内藩の組頭となる。
- 1852年、三男の研堂が誕生する。
- 1859年、庄内藩の老中となる。
- 1860年、蝦夷地副奉行を命ぜられて赴任する。
- 1865年、帰国して庄内藩の家老となる。
- 1866年、藩政改革陰謀の取調掛を命ぜられたが、兄了繁が陰謀に加担していたため謹慎する。
- 1867年、家老を免職となる。禄800石を減ぜられて隠居、嫡子了恒（玄蕃）に家督を譲る。
- 1883年5月25日、死去する。享年67。